# هلا غرة (كرتشمبو الشمالي)
هلا غرة (بالفارسية: هلاغره) هي قرية تقع في إيران في قسم كرتشمبو الشمالي الريفي. يقدر عدد سكانها بـ 132 نسمة بحسب إحصاء 2016.